# Flaw
Flaw é uma banda estado-unidense de nu metal formada em 1995 em Louisville, Kentucky.

## Membros
- Chris Volz - vocal
- Lance Arny - guitarra
- Jason Daunt - guitarra
- Andy Russ - baixo
- Chris Ballinger - bateria

## Discografia
- American Arrogance (1997)
- Flaw (1998)
- Drama (2000)
- Through the Eyes (2001)
- Endangered Species (2004)
- Homegrown Studio Sessions (2009)
- Divided We Fall (2016)
- Vol IV Because of the Brave (2019)